# Gottfried I. (Hohenlohe)

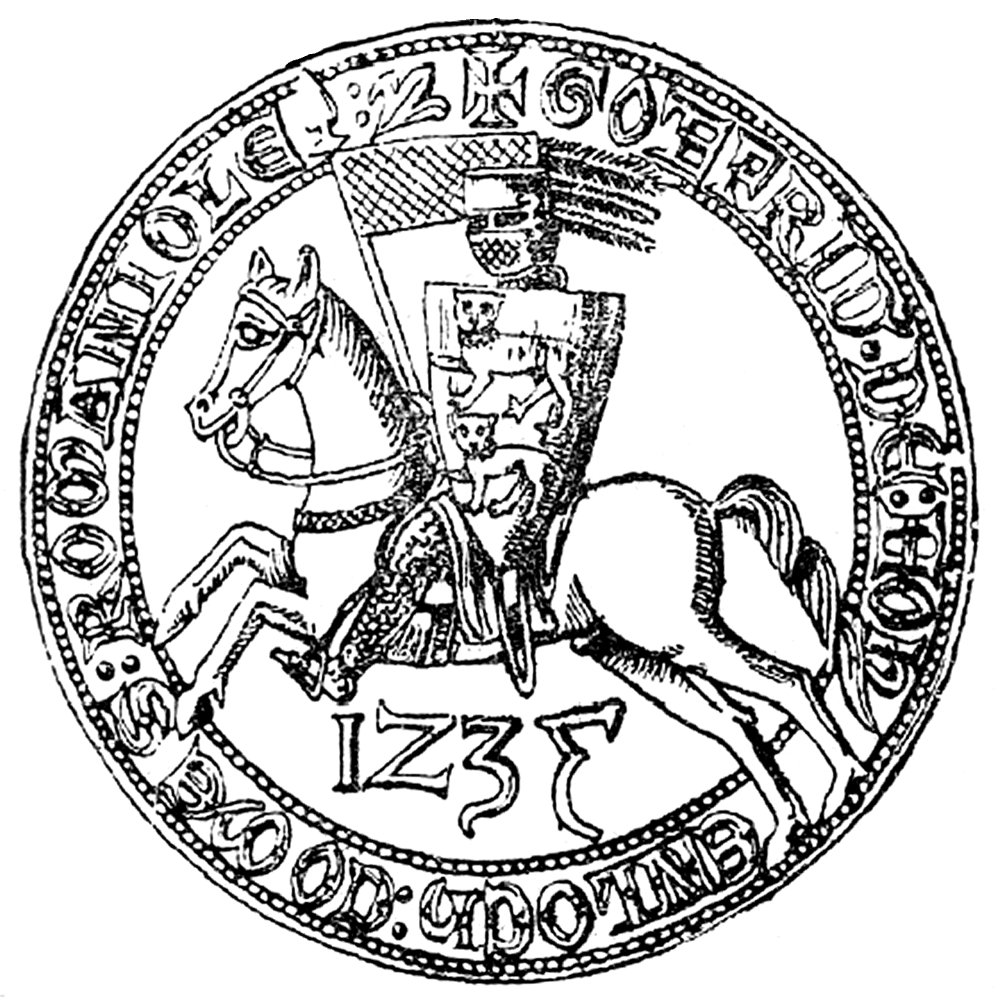
Historisches Reitersiegel Gottfrieds I., dargestellt in voller Rüstung, mit Wappenschild und Gonfanon (1235)

Gottfried I. von Hohenlohe (* um 1190; † 1254 oder 1255) war ein fränkischer Edelmann, Dichter und Ritter des Hochmittelalters, Graf zu Romaniola (Grafschaft Romagna, dem nordöstlichsten Teil des späteren Kirchenstaates) und Geheimrat im Dienst der Staufer. Er ist der Stammvater aller Nachfahren des Hauses Hohenlohe der Neuzeit.

## Abstammung
Gottfried I. von Hohenlohe war der älteste Sohn des Heinrich von Hohenlohe (* um 1155; † um 1212) und der Freiin Adelheid von Langenburg († um 1230) und hatte vier Brüder und eine Schwester, darunter den späteren Hochmeister des Deutschen Ordens, Heinrich von Hohenlohe.

## Herrschaft

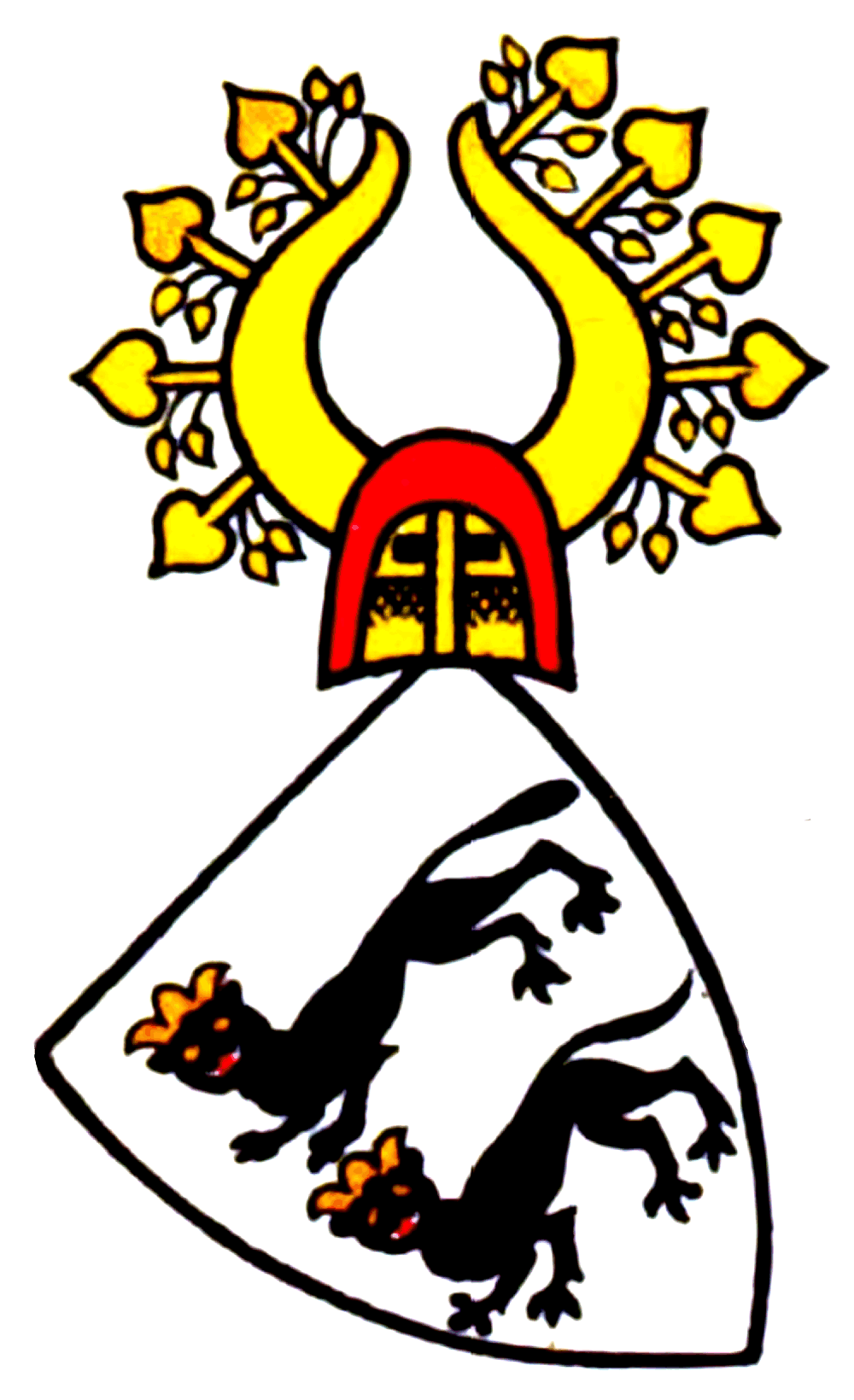
Gottfried I. war von circa 1215 bis zu seinem Tod im Jahre 1254 oder 1255 Herr von Hohenlohe

Auf den ererbten väterlichen Gütern um die Burg Hohenlohe und Weikersheim regierte Gottfried I. von circa 1215 bis zu seinem Tod im Jahre 1254 oder 1255. Sein Bruder Konrad I. († nach 1249) hatte die Burg Brauneck erhalten und begründete eine Nebenlinie, die sich in mehrere Teillinien aufspaltete und im Jahre 1390 im Mannesstamm erlosch.

## Leben
Durch den Beitritt seiner Brüder Andreas, Heinrich und Friedrich von Hohenlohe zum Deutschen Orden, was etwa 1219 geschah, gingen ihm und seinem Bruder Konrad I. von Hohenlohe-Brauneck († nach 1249) und somit dem Haus Hohenlohe insgesamt bedeutende Besitzungen um Mergentheim verloren, aus denen die Deutschordenskommende Mergentheim hervorging, die später zur Grundlage des Meistertums Mergentheim wurde.
1220 kamen Gottfried I. von Hohenlohe und sein Bruder Konrad I. von Hohenlohe-Brauneck an den Hof Kaiser Friedrichs II. in der Kaiserpfalz Hagenau, wo sie ihm vermutlich erstmals begegneten. In dieser Zeit entstand die lebenslange treue Gefolgschaft der Hohenlohe-Brüder zum Staufer-Kaisertum.
Gottfried I. erschien in den 1220er Jahren wiederholt bei Kaiser Friedrich II. in Italien. Wahrscheinlich reiste er 1225 zu seinem Bruder Heinrich nach Akkon, wohl in der Absicht, am Kreuzzug des Kaisers teilzunehmen, der für das Jahr 1225 geplant war, dann aber mehrmals verschoben wurde. Auf dem Rückweg vom Heiligen Land geleitete er 1225 mit seinem Bruder Heinrich die Jerusalemer Königstochter Isabella als erkorene Braut des Kaisers nach Italien. Im Januar 1226 ist sein Aufenthalt beim Kaiser in Apulien sowie bei seinem Feldzug durch die Lombardei bezeugt.  Gottfried I. kehrte etwa 1227 noch vor dem Kreuzzug Kaiser Friedrichs II. zurück in die Heimat ins Herzogtum Franken. Im selben Jahr war er auch mit Kaiser Friedrich II. in Regensburg.  Ab 1230 war er zeitweise in der Gefolgschaft von König Heinrich (VII.) unter anderem an den Pfalzen in Gelnhausen und in Hagenau. Als aber König Heinrich (VII.)  wegen seiner Vorgehensweise die Missgunst seines Vaters erregte, stand Gottfried I. fest auf der Seite des fernab in Süditalien regierenden Kaisers. Im September 1231 erschien Gottfried I. mit seinem Bruder Konrad I. beim Hoftag des Kaisers in Ravenna. Unter dem Vorwand, dass von den Gebieten der Hohenlohe der Landfriede gebrochen worden sei, ließ König Heinrich (VII.) die Hohenlohe-Schlösser durch seine Anhänger zerstören. Dafür gewährte im Kaiser Friedrich II. nach dem Sturz Heinrichs (VII.) Schadensersatz. Unter anderem sprach ihm der Kaiser 1235 beim Hoftag in Mainz die Burg Langenburg zu. Zur weiteren Belohnung für die Treue und die Verdienste um den Kaiser wurde Gottfried I. zusammen mit seinem jüngeren Bruder Konrad I. von Hohenlohe-Brauneck mit der Grafschaft Romaniola belehnt. Diese befand sich im nordöstlichsten Teil des Kirchenstaats, der heutigen Romagna. Deshalb kam Gottfried I. in den Jahren 1235 und 1236 urkundlich als Graf vor, weilte aber auch danach meistens in den Herzogtümern Franken und Schwaben nun bei Kaiser Friedrichs zweitem Sohn, dem jugendlichen König Konrad IV., der ihn wie einen Ersatzvater betrachtete. Gottfried I. wurde Mitglied in König Konrads geheimem Rat, dem er von 1237 bis zur Volljährigkeit Konrads IV. 1246 als dessen einflussreichster Sprecher angehörte. In dieser Zeit war Gottfried I. somit der starke Mann hinter dem Staufer-König und leitete, wie auch der Historiker Julius von Ficker feststellte, de facto die königliche Regierung im Heiligen Römischen Reich nördlich der Alpen. Mit der formalen Absetzung Kaiser Friedrichs II. durch Papst Innozenz IV. auf dem Konzil von Lyon begann im Jahre 1245 der Niedergang des Staufer-Geschlechts. Gottfried I. und sein Bruder Konrad I. kämpften für König Konrad IV. am 5. August 1246 in der Schlacht bei Frankfurt. Da die Schlacht in Folge des Verrats der Grafen Ulrich I. von Württemberg und Hartmann I. von Grüningen zum Nachteil für König Konrad IV. verlief, hatte auch Gottfried I. von Hohenlohe erhebliche Verluste an Material und Mannschaft zu verzeichnen.
Gottfried nahm Ende des Jahres 1250 an einem Kriegszug des Königs Konrad IV. gegen den Fürstbischof Albert von Regensburg teil. Der Bischof war in ein Mordkomplott gegen den König verwickelt, der dieses aber überlebte. Vermutlich erhielt Gottfried im Zuge dieser Ereignisse die Lehen des Hochstifts Regensburg in und um Öhringen sowie die Vogtei über das dortige Chorherrenstift.
Dem Feldzug König Konrads IV. nach Italien im Oktober 1251 schloss sich Gottfried nicht mehr an. Zur Finanzierung des Italienfeldzugs verpfändete der junge König zahlreiche Burgen und Städte. Gottfried nahm sich die Stadt Rothenburg ob der Tauber für 3000 Mark Silber als Pfand. Gottfrieds Tod trat vermutlich im Sommer des Jahres 1254 ein. Er hatte noch erfahren, dass König Konrad IV. im Mai 1254 im Heerlager bei Lavello in Italien verstorben war. Mit Ablauf des Jahres 1255 ist Gottfried nachweislich nicht mehr am Leben gewesen.

## Dichtung
Gottfried I. von Hohenlohe betätigte sich auch als Dichter und befasste sich als solcher in einem nicht überlieferten Gedicht mit dem bretonischen Fabelkreis von König Artus und seiner Tafelrunde.

## Familie
Gottfried I. von Hohenlohe heiratete Anfang der 1220er Jahre Richza von Krautheim († um 1262). Sie war die Tochter des Wolfrad von Krautheim zu Burg Krautheim und der Adelheid von Boxberg zu Burg Boxberg. Aus der Ehe von Gottfried I. mit Richza gingen mehrere Kinder hervor, darunter die drei Söhne Albrecht I. von Hohenlohe († 1269), Kraft I. von Hohenlohe-Weikersheim († 1312) und Konrad I. von Hohenlohe-Röttingen († 1276). Die Söhne Albrecht I. und Konrad I. begründeten mehrere Linien des Hauses Hohenlohe, die jedoch bis 1412 alle ausstarben. Lediglich aus der Linie des Sohnes Kraft I. von Hohenlohe-Weikersheim gingen alle späteren in der Neuzeit blühenden Linien des Hauses Hohenlohe hervor.